# حينما كان للشوارع أسماء (رواية)
حينما كان للشوارع أسماء هي رواية للمراهقين البالغين بقلم راندة عبد الفتاح. تم نشر الرواية في أبريل 2008، بعد وقت قصير من وفاة جدة المؤلفة. حصل الكتاب على الجائزة الذهبية Inky Award لعام 2009.
الرواية للمؤلفة هي الكتاب الوحيد لها الذي احتوى على إهداء:
إلى جدتي "ستي جميلة"، التي وافتها المنية في 24 إبريل 2008 عن عمر يناهز 98 عامًا. كنت أتمنى أن تعيشي لتري هذا الكتاب وأن يُسمح لك بلمس تراب وطنك مرة أخرى. عزائي أنك توفيتِ محاطتًا بوالدي وعائلتي وأصدقائي الذين كانوا يعتزون بك. لترقدي بسلام. وإلى والدي - أتمنى أن ترى فلسطين حرة خلال حياتك.

### حبكة الرواية
"حياة"، هي فتاة فلسطينية مسلمة ذو 13 عامًا وتعيش في بيت لحم. تعيش في شقة صغيرة مع عائلتها الذين نزحوا من منزلهم: والدتها وإخوتها؛ والدها حزين على فقدان بستان الزيتون الخاص به. وشقيقتها "جيهان" التي تخطط لحفل زفاف؛ وجدتها "زينب" التي تقضي وقتها في سرد قصص من ماضيها. "حياة" هي فتاة حازمة وعنيدة أحيانًا، لكنها تشعر بالذنب والحزن بسبب حادث تعرضت له منذ طفولتها. فقد أصيبت هي وصديقتها "ميساء" في انفجار قنبلة. ارتدت الشظايا من الجدار باتجاه "حياة"، مما أدى إلى جرح وجهها بشكل دائم وقتل "ميساء". في كثير من الأحيان تسمع حياة والدتها وجدتها تتحدثان قائلتين من سيتزوجها بتلك الندوب؟
عندما تمرض جدتها، تقرر "حياة" السفر إلى القدس لتحقيق رغبة "زينب" في لمس تراب منزل أجدادها، معتقدة أن ذلك سينقذ حياة جدتها، "زينب". تبدأ الفتاة هي وصديقها المفضل "سامي"، وهو فلسطيني مسيحي ومحب لكرة القدم وذا إكس فاكتور، رحلة الستة أميال المحظورة في يوم لا يوجد فيه حظر تجول. يسافرون عبر نقاط التفتيش وحواجز الطرق، ويتسللون عبر جدار الضفة الغربية، ويلتقون بمسافرين فلسطينيون آخرين، ومن بينهم صبي لاجئ يُدعى "نسيم"، ونشطاء سلام إسرائيليين. تتعلم حياة أيضًا المزيد عن الحادث من ماضيها.

### إعداد الرواية
تدور أحداث الرواية خلال الصراع الفلسطيني الإسرائيلي، وتناقش موضوعاتها من خلال بنية الرواية.
يشير حمود يحيى أحمد محسن من جامعة الحديدة وروزي سوليزا هاشم من الجامعة الوطنية الماليزية إلى استخدام المؤلفة لجرة التربة، ويجادلان من خلال النظرية النقدية المرتبطة في البيئة بأنها تستخدمها لربط النزوح الفلسطيني بالمخاوف البيئية.

### النقد
- كتبت نعومي شهاب ناي، التي كتبت في الانتفاضة الالكترونية: "إنه لأمر رائع أن نعرف أن حجم الأدب الأدبي للقراء الشباب قد زاد بشكل كبير مع كتاب حينما كان للشوارع أسماء"، مشيدة بشكل خاص تنوُع الكتاب بين الفكاهة الصريحة والواقعية. تفاصيل الحياة اليومية، والموضوعات التاريخية الأوسع.[4]
- أشادت مجلة بابليشرز ويكلي بسرد "المسعى الكلاسيكي"، وكذلك تصوير صداقة "حياة" و"سامي".[2]
- مراجعات كيركس وصفت الرواية بأنها "منظور مراهق منعش ومفعم بالأمل حول المعضلة الإسرائيلية الفلسطينية".[5]
- كارين كوتس، (المراجعة في نشرة مركز كتب الأطفال)، أشادت بـ "الفكاهة الغنية والدفء" في التفاعلات بين "حياة" وعائلتها، لكنها أشارت إلى أن الكتاب لم يقدم سياقًا تاريخيًا كافيًا حول الصراع أو الاختلافات الدينية والثقافية بين الشخصيات في الوسط. طلاب المدارس لفهم القصة بشكل كامل.[6]

### فيلم مقتبس
في عام 2017، قامت إيفا دي سيزار من شركة Monkey Baa Theatre في سيدني بتعديل الكتاب للمسرح.

### ترجمات الرواية
- حينما كان للشوارع أسماء ترجم في عام 2010 إلى العربية مِن قِبَل أميرة نويرة ونابيل نويرة، دار جامعة حمد بن خليفة.